# Hrabstwo Crane

Piramida wieku hrabstwa

Hrabstwo Crane – hrabstwo położone w Stanach Zjednoczonych, w zachodniej części stanu Teksas. Według danych z 2023 liczy 4574 mieszkańców (w tym 23,6% urodziło się poza granicami USA). Większość mieszkańców (70%) to Latynosi. Południowo-zachodnią granicę wyznacza rzeka Pecos. Siedzibą hrabstwa jest miasteczko Crane.
Hrabstwo utworzono w 1887 roku poprzez wydzielenie terytorium z hrabstwa Tom Green, jednak później podlegało jeszcze zmianom a ostateczny, obecny kształt uzyskało dopiero w 1927 roku. 

## Sąsiednie hrabstwa
- Hrabstwo Ector (północ)
- Hrabstwo Upton (wschód)
- Hrabstwo Crockett (południowy wschód)
- Hrabstwo Pecos (południe)
- Hrabstwo Ward (zachód)

## Gospodarka
- wydobycie ropy naftowej (29. miejsce w stanie) i gazu ziemnego (48. miejsce)[4]
- ponad jedna trzecia mieszkańców zatrudnionych w usługach edukacyjnych, zdrowotnych oraz budownictwie[5].

## Główne drogi
Przez teren hrabstwa przebiega droga krajowa i stanowa:
- U.S. Route 385
- Droga stanowa nr 329